# La città dei topi
La città dei topi è il terzo libro della serie Il magico mondo di Deltora scritto da Emily Rodda.
Include gli episodi 8-9-10-11-12.

## Trama
Lief, Barda e Jasmine intraprendono il viaggio verso la Città dei topi. Durante il loro viaggio vengono intrappolati da undici lupi, che si scoprono essere gli undici figli rimasti di Taengan (vedere Il lago delle nebbie). Lief, grazie ad un astuto trucco, riesce a far uccidere tra loro i fratelli. Proseguendo il loro cammino incontrano la bottega di Tom, il quale fa comprare loro molti oggetti. Nel negozio entra uno sconosciuto che traccia il simbolo della resistenza e, per questo motivo, gli stessi oggetti per lo straniero costavano molto meno. Prima di ripartire i tre vedono dei bellissimi cavalli e Jasmine decide di comprarli utilizzando le monete che aveva preso alle Foreste del silenzio (vedere Le foreste del silenzio). Tom non acconsente dato che i cavalli erano già prenotati; però aveva degli altri cavalli, non cavalli normali, bensì pasticciati. Lief, Barda e Jasmine accettano; durante il percorso i pasticciati impazziscono facendo sbattere i tre amici per terra. 
Quando si risvegliano si trovano in una città di nome Norat, governata dai crudeli Akkalah-Rat, subdoli ed ingannatori. Qui conoscono una cameriera di nome Tira. Durante il pranzo Filli esce allo scoperto, definito da tutti "il Male", e per questo Jasmine e gli altri rischiano di morire a causa della Coppa della Verità (perché nella coppa c'erano solo due carte con su scritto: "MORTE"). Grazie a Tira riescono a rimanere vivi e dopo un'estenuante fuga i tre di sera arrivano alla Città dei topi. Nella notte dalla città uscì un immenso gruppo di topi che distrusse tutto quello che avevano comprato. Il mattino seguente Lief e gli altri entrarono nella città e dopo una battaglia contro Reeah, un serpente gigantesco autonominatosi signore della Città, riescono a entrare in possesso della terza pietra (l'opale). Scoprono dall'aspide stessa che gli abitanti di Norat (che assume il significato "No ratti") alcuni secoli prima vivevano nella Città dei Topi, e quando questi hanno iniziato a moltiplicarsi e a diffondere epidemie sono fuggiti dalla loro patria sotto la guida degli Accalappia-Ratti, gli attuali Akkalah-Rat, in realtà servi del Signore dell'Ombra.

## Edizioni
- Emily Rodda, La città dei topi, traduzione di Giancarlo Carlotti, Edizioni Piemme, 2002,  p. 144, ISBN 88-384-6853-2.